# Трёхцветный очковый сорокопут
Трёхцветный очковый сорокопут (лат. Prionops retzii) — вид воробьиных птиц из семейства ванговых (Vangidae). Выделяют четыре подвида. Распространены в Африке. Видовое название дано в честь шведского натуралиста Андреса Ретциуса (швед. Anders Adolph Retzius; 1796—1860).

## Описание
Трёхцветный очковый сорокопут достигает длины 19-24 см и массы от 33 до 61 г. Над клювом выступает небольшой гребень, идущий от макушки до уздечки. Половой диморфизм не выражен. У взрослых особей номинативного подвида голова, шея, верхняя часть мантии и нижняя часть тела от подбородка до брюха глянцево-чёрные. Тело от нижней часть мантии до надхвостья, включая внутренние кроющие перья крыла, серо-коричневого цвета. Длинные кроющие перья хвоста чёрного цвета. Маховые перья и внешние первостепенные кроющие перья крыльев чёрные, первостепенные маховые перья с широкой центральной белой полосой (заметна в полете). Хвост глянцево-чёрный с широкими белыми кончики на внешних рулевых перьях; ширина белых кончиков уменьшается по направлению к центральной паре рулевых перьев, которая полностью чёрная. Нижняя часть брюха до нижних кроющих перьев хвоста белого цвета. Испод крыльев серо-коричневый. Радужная оболочка жёлтая, широкое окологлазное кольцо от оранжево-красного до красного цвета с зубчатой каймой. Клюв красный с оранжево-жёлтым кончиком; ноги оранжево-красные.

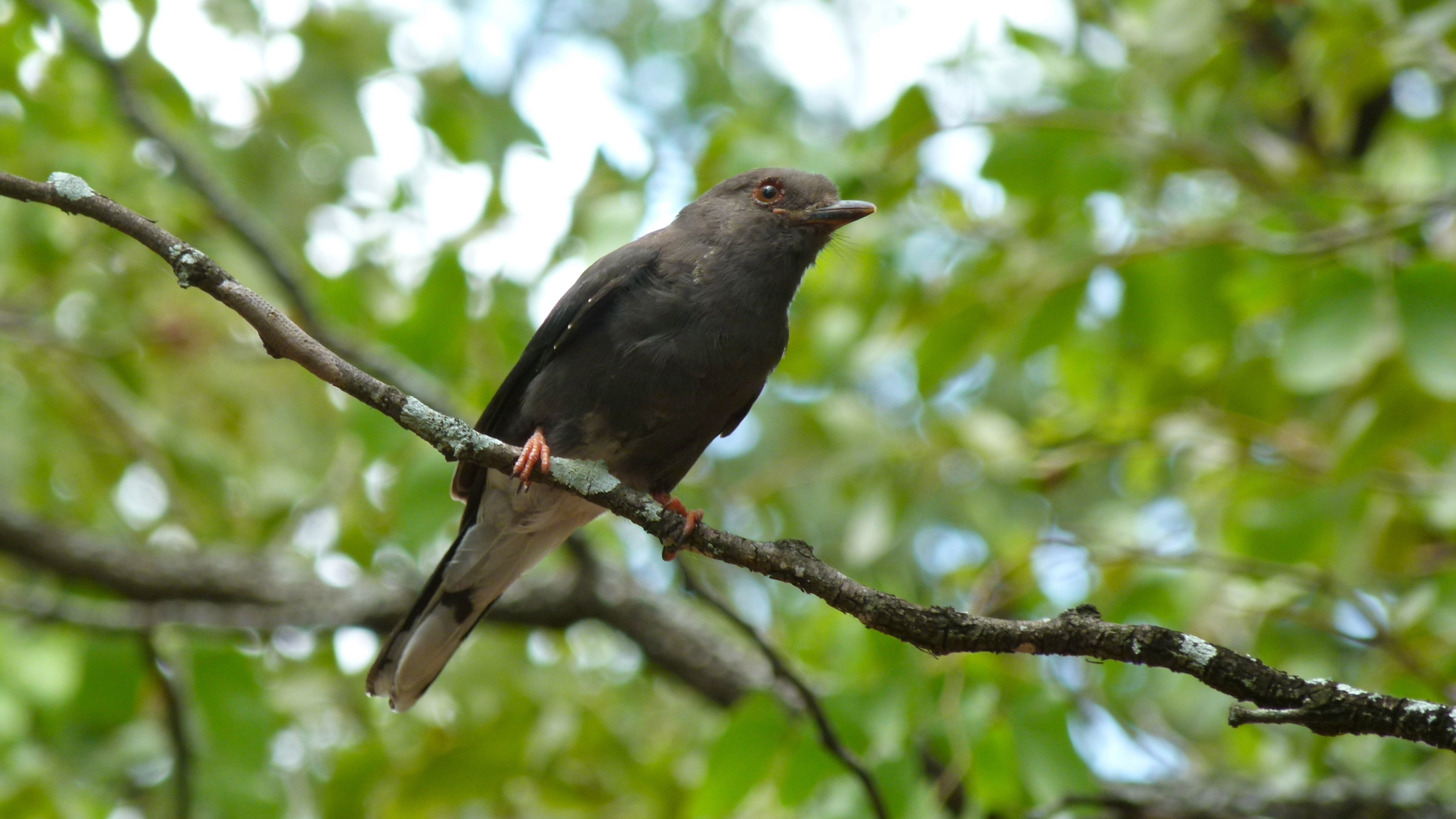
Молодая особь в Национальном парке Крюгера (ЮАР)

Молодые особи в основном серо-коричневого цвета, как сверху, так и снизу, с рыжеватыми кончиками перьев на верхней стороне тела. Перья на крыльях часто с узкими белыми кончиками. Глаза карие, окологлазное кольцо отсутствует. Клюв черноватый (позже жёлтый), ноги черноватые (позже жёлтые). Полный взрослый наряд приобретается только через 24 месяца.
У подвида P. r. nigricans верхняя часть тела тёмно-серая, с меньшим контрастом между окраской головы и передней части тела и остальной частью верхней части тела; подвид P. r. tricolor немного мельче, верхняя часть тела светло-серо-коричневая, нижняя часть брюха белее, два центральных рулевых пера иногда имеют узкие белые кончики; подвид P. r. graculinus похож на предыдущие, но ещё меньше, с довольно выраженным гребнем (высотой до 20 мм) на лбу и темени, верхняя часть тела ещё более бледная и коричневая, полосы на крыльях уменьшены или отсутствуют, а два центральных рулевых пера с белым кончиком.
Трёхцветный очковый сорокопут отличается от очень похожего вида P. gabela более крупными размерами; чёрной (а не серой) нижней частью груди и верхней частью брюха; менее заметным гребнем; и более выраженной полосой на маховых перьях.

## Вокализация
Вокализация трёхцветного очкового сорокопута очень разнообразна; описано по меньшей мере 16 различных песен и криков. Некоторые крики могут отражать социальный статус особи или половую принадлежность. Песня представляет собой повторяющийся свист «tweeoo», похожий на мелодичный свист иволговых (Oriolidae), также описана песня «cheeeow, cheeee-owp». Как правило, крики включают в себя стрекотание, чавканье, скрежет, а также гортанные, раскатистые, невнятные, свистящие и, особенно, гнусавые ноты; могут быть восходящими или нисходящими, а иногда и чередующимися. Некоторые крики напоминают крики козодоевых (Caprimulgidae) и бородатковых (Capitonidae). Распространено пение дуэтом, что считается важными для поддержания связей в паре. Контактные сигналы представлены «chuk», «wik-horr», «chewherrrr» и «chullit»; сигнал «chucker» связан с находкой ценной пищи. Сигналы тревоги — резкий визг, крики и чавкающие звуки. Размножающийся самец издает негромкий призывный крик, похожий на птенцовый, обращенный к размножающейся самке. Также характерно щёлкание клювом.

## Места обитания
Трёхцветный очковый сорокопут обитает во влажных широколиственных лесах, в том числе с преобладанием Baikiaea, Brachystegia, Мопане (Colophospermum), а в более сухих районах — в галерейных лесах, а также в низинных и можжевеловые лесах (Juniperus). Вне сезона размножения диапазон мест обитания существенно расширяется и включает изолированные кустарниковые заросли, более сухие высокогорные саванны, смешанные акациевые редколесья, плантации и мангровые заросли. Встречается на высоте до 1900 м над уровнем моря, но обычно ниже 1500 м.

## Питание
Трёхцветный очковый сорокопут охотится в основном в верхних ярусах растительности, среди листьев, ветвей и сучьев, а также на земле. Иногда во время поиска пищи повисает вниз головой, как синицевые (Paridae), а также ловит летающих насекомых в воздухе, как мухоловковые (Muscicapidae). Согласно исследованию, проведенному в Зимбабве, 48 % особей охотятся на ветках, 25 % — на стволах, 22 % — на веточках, 2 % — на листьях, 1 % — в кустах, 1 % — на земле и 1 % — в воздухе. Поиск пищи всегда происходит в группе, состоящей из 2—15 особей, иногда больше, зарегистрировано до 30 особей в группе. В состав рациона входят преимущественно насекомые, например, жуки (Coleoptera), чешуекрылые (Lepidoptera), гусеницы и личинки, певчие цикады (Cicadidae), прямокрылые (Orthoptera), настоящие богомолы (Mantidae); термиты (Isoptera); а также пауки (Araneae) и мелкие рептилии, например, гекконы (Gekkonidae) и ящерицы.
Вне сезона размножения часто присоединяется к смешанным группам кормящихся птиц, в состав которых входят P. plumatus и P. scopifrons, а также другие виды птиц, например, иволговые (Oriolidae), дронго (Dicrurus), синицы и дятлы (Picidae).

## Размножение
Сезон размножения существенно различается в зависимости от региона. В Восточной Африке откладка яиц происходит в основном в январе—марте и сентябре, а в юго-восточной Африке — с августа по март (пик в сентябре — октябре). Гнездование, как полагают, стимулируется распусканием листьев на деревьях. Иногда за год бывает два выводка. Моногамны; семейные узы поддерживаются с помощью аллопрининга и пения дуэтами. Для вида характерно кооперативное размножение, когда во всех этапах размножения участвуют кроме родительской пары несколько помощников. Наблюдается внутригрупповая иерархия (в порядке убывания доминирования): гнездящаяся самка, за ней следует гнездящийся самец, а затем другие взрослые особи группы и потомство (подчиненные самцы и самки, вероятно, соответствующие братья и сестры доминирующей пары). Гнездятся одиночно, размер гнездовой территории достигает 30 га. Ухаживание характеризуется раскрытием крыльев и медленными взмахиваниями, а самец с гнездовым материалом в клюве и опущенными крыльями приближается к самке. Гнездящаяся пара выбирает место для гнезда и выполняет большую часть строительных работ, но при содействии других членов группы; строительство гнезда занимает не менее семи дней. Гнездо представляет собой аккуратную, компактную чашечку из лишайника, черешков листьев, травы и тонкой коры, оплетенную паутиной (паутина переносится в клюве и на приподнятых перьях гребня). Лоток выстилается полосками коры, корешками, травой и лишайником. Внешний диаметр гнезда составляет 10—13,3 см, высота 3,5—5 см, внутренний диаметр 7—7,7 см, глубина 1,5—3 см. Гнездо размещается на высоте 3—17 м (обычно около 7 м) над землей на горизонтальной ветке дерева или в вертикальной развилке, покрытых лишайником, часто на доминирующем дереве в ландшафте. Некоторые гнезда обнаружены менее чем в 80 м от гнезда P. plumatus. В кладке 2—5 яиц (обычно 3—4). Яйца откладываются в течение нескольких дней подряд; инкубация, вероятно, начинается после завершения кладки, насиживают все члены группы. Птица сидит очень плотно, даже когда хищник находится в непосредственной близости. Инкубационный период составляет около 17 дней. Кормят и ухаживают за птенцами все члены группы. Птенцы оперяются примерно через 20 дней. После вылета из гнезда птенцов подкармливают все члены группы в течение 3-х месяцев. Птенцы становятся полностью самостоятельными примерно в возрасте 7 месяцев, но остаются в родительской группе до достижения половозрелости.
Отмечен высокий уровень гнездового паразитизма со стороны толстоклювой кукушки (Pachycoccyx audeberti), в связи с чем успешность размножения у трёхцветного очкового сорокопута, по крайней мере в Южной Африке, вдвое ниже, чем у других насекомоядных птиц региона. В Зимбабве в среднем из 14 % отложенных яиц выводятся птенцы, в среднем 79 % птенцов выживают в первый год жизни. Основной причиной гибели является хищничество со стороны млекопитающих, рептилий и птиц, таких как африканский малый перепелятник (Accipiter minullus); некоторые птенцы умирают от голода и птичьего гриппа.

## Подвиды
Выделяют четыре подвида:
- Prionops retzii nigricans  (Neumann, 1899) — юг центральной Африки: Ангола (за исключением севера и крайнего юга), северо-запад Замбии и юго-восток Демократической Республики Конго
- Prionops retzii graculinus  Cabanis, 1868 — Восточная Африка: юг Сомали, Кения и северо-восток Танзании
- Prionops retzii retzii  Wahlberg, 1856 — север Южной Африки: крайний юг Анголы и от юга Замбии до севера Намибии, севера и востока Ботсваны, Зимбабве и северо-востока ЮАР
- Prionops retzii tricolor  Gray, 1864 — восток и юго-восток Африки: запад и юг Танзании и от юга и востока Замбии до Малави, Мозамбика, северо-востока ЮАР и востока Эсватини

## Охранный статус
Международный союз охраны природы относит трёхцветного очкового сорокопута к видам, вызывающим наименьшие опасения, местами встречается локально, но на значительной части ареала довольно обычен. Уязвим для потери среды обитания вследствие уничтожения лесов и страдает от гнездового паразитизма со стороны толстоклювой кукушки. Плотность популяции, как правило, в пять раз меньше, чем у P. plumatus; на юге Мозамбика составляет 35 особей на 100 га в лесах с преобладанием Brachystegia, но менее 5 птиц на 100 га в других лесных массивах.